# Vengeance 2003
Vengeance 2003 è stata la terza edizione dell'omonimo pay-per-view di wrestling prodotto dalla World Wrestling Entertainment. L'evento, si svolse il 27 luglio 2003 al Pepsi Center di Denver.
Questo è stato il primo pay-per-view a cui prese parte un unico roster (in questo caso SmackDown!) a seguito della Brand Extension avvenuta l'anno precedente. Inoltre, dopo un'inattività di due anni, fu riassegnato lo United States Championship (noto fino al 2001 come WCW United States Championship). La colonna sonora dell'evento è stata Price to Play degli Staind.

## Storyline
Durante la puntata di SmackDownǃ successiva a WrestleMania XIX, venne annunciato da Stephanie McMahon, general manager dello show, che Kurt Angle aveva accusato una tendinite e un infortunio al collo al termine del suo match contro Brock Lesnar; perciò fu costretto ad operarsi. A Judgment Day, Lesnar sconfisse Big Show in uno stretcher match, mantenendo il WWE Championship. Nella puntata di SmackDown! del 5 giugno, Angle ritornò e venne subito attaccato da Big Show, ma Lesnar intervenne e salvò l'Olympic Hero, sfidando Show ad un match, valevole per il titolo, che si sarebbe svolto nella seguente puntata di SmackDown!. Durante il match, Lesnar e Big Show fecero collassare il ring, dopo un superplex dalla terza corda, a causa del loro peso. Due settimane dopo, a SmackDown!, Angle e Lesnar fecero perdere a Big Show un match contro Zach Gowen. Al termine della puntata venne annunciato un Triple Threat match per il WWE Championship tra il campione Brock Lesnar, Big Show e Kurt Angle a Vengeance. Nell'episodio di SmackDown! del 10 luglio, Show colpì Angle con una chokeslam e, insieme al World's Greatest Tag Team (Charlie Haas e Shelton Benjamin), sconfisse Lesnar. La settimana successiva, Angle riuscì a sconfiggere Haas, Benjamin e Show grazie all'aiuto di Gowen. Nella puntata di SmackDown! del 24 luglio, Big Show, Haas e Benjamin sconfissero Lesnar, Angle e Gowen e, al termine del match, Show colpì sia Angle che Lesnar con una chokeslam all'interno del ring.
Nella puntata di SmackDown! del 23 maggio, Zach Gowen, la cui gamba sinistra è stata amputata quando aveva otto anni, disse di voler lottare per la WWE. Mr. McMahon, tuttavia, ordinò alla polizia di arrestarlo. Due settimane dopo, McMahon ha sfidato Gowen in una Arm Wrestling challenge per fargli ottenere un contratto con la propria compagnia. La settimana dopo, McMahon calcia la gamba di Gowen per vincere la contesa, negandogli il contratto. Nell'episodio di SmackDown! del 26 giugno, McMahon acconsentì a dare a Gowen un contratto nella WWE, ma solo se Gowen si unirà al suo "Kiss My Ass Club". Successivamente, Gowen colpì McMahon con un low-blow. Più tardi durante il programma, McMahon attaccò Gowen ed ufficializzò un match tra lui e Stephanie McMahon contro Big Show per la settimana prossima, con Gowen che avrebbe ottenuto un contratto WWE se avesse vinto. Brock Lesnar e Kurt Angle aiutarono Gowen a vincere il match ed a guadagnare il suo contratto. La settimana successiva, mentre Gowen firmò il suo contratto, McMahon annunciò un match tra lui e Gowen per Vengeance. Nella puntata di SmackDown! del 24 luglio, McMahon attaccò Gowen durante il suo match con Angle e Lesnar contro Big Show, Charlie Haas e Shelton Benjamin.
Nella puntata di SmackDown! del 26 giugno, John Cena celebrò l'anniversario del suo debutto in WWE (avvenuto esattamente l'anno prima), sconfiggendo Orlando Jordan e attaccandolo dopo il match, facendo scattare l'intervento di The Undertaker che si presentò sul ring per salvare Jordan. La settimana successiva, Undertaker fece perdere a Cena il suo match contro Billy Gunn nel torneo valido per la riassegnazione del WWE United States Championship. Due settimane dopo Taker e Cena si attaccarono e venne annunciato un match tra loro due per Vengeance.

### Torneo per lo United States Championship
Il torneo per decretare il primo United States Champion (sotto la bandiera della WWE) si è svolto tra il 19 giugno e il 27 luglio 2003.
|  | Quarti di finale SmackDown! (19 giugno 2003-10 luglio 2003) | Quarti di finale SmackDown! (19 giugno 2003-10 luglio 2003) | Quarti di finale SmackDown! (19 giugno 2003-10 luglio 2003) |                |              | Semifinali SmackDown! (17 luglio 2003) | Semifinali SmackDown! (17 luglio 2003) | Semifinali SmackDown! (17 luglio 2003) |  |  | Finale Vengeance (27 luglio 2003) | Finale Vengeance (27 luglio 2003) | Finale Vengeance (27 luglio 2003) |
|  |                                                             |                                                             |                                                             |                |              |                                        |                                        |                                        |  |  |                                   |                                   |                                   |
|  |                                                             | Chris Benoit                                                | Sottomissione                                               |                |              |                                        |                                        |                                        |  |  |                                   |                                   |                                   |
|  |                                                             | Rhyno                                                       | 07:30                                                       |                |              |                                        |                                        |                                        |  |  |                                   |                                   |                                   |
|  |                                                             | Rhyno                                                       | 07:30                                                       |                | Chris Benoit | Sottomissione                          |                                        |                                        |  |  |                                   |                                   |                                   |
|  |                                                             |                                                             |                                                             |                | Chris Benoit | Sottomissione                          |                                        |                                        |  |  |                                   |                                   |                                   |
|  |                                                             |                                                             | Matt Hardy                                                  | 07:27          |              |                                        |                                        |                                        |  |  |                                   |                                   |                                   |
|  |                                                             | Rikishi                                                     | Matt Hardy                                                  | 07:27          | 04:05        |                                        |                                        |                                        |  |  |                                   |                                   |                                   |
|  |                                                             | Rikishi                                                     |                                                             |                | 04:05        |                                        |                                        |                                        |  |  |                                   |                                   |                                   |
|  |                                                             | Matt Hardy                                                  | Schienamento                                                |                |              |                                        |                                        |                                        |  |  |                                   |                                   |                                   |
|  |                                                             |                                                             |                                                             |                |              |                                        |                                        |                                        |  |  |                                   | Chris Benoit                      | 22:14                             |
|  |                                                             |                                                             |                                                             | Eddie Guerrero | Schienamento |                                        |                                        |                                        |  |  |                                   |                                   |                                   |
|  |                                                             | Billy Gunn                                                  | Schienamento                                                |                |              |                                        |                                        |                                        |  |  |                                   |                                   |                                   |
|  |                                                             | John Cena                                                   | 05:53                                                       |                |              |                                        |                                        |                                        |  |  |                                   |                                   |                                   |
|  |                                                             | John Cena                                                   | 05:53                                                       |                | Billy Gunn   | 08:28                                  |                                        |                                        |  |  |                                   |                                   |                                   |
|  |                                                             |                                                             |                                                             |                | Billy Gunn   | 08:28                                  |                                        |                                        |  |  |                                   |                                   |                                   |
|  |                                                             |                                                             | Eddie Guerrero                                              | Schienamento   |              |                                        |                                        |                                        |  |  |                                   |                                   |                                   |
|  |                                                             | Último Dragón                                               | Eddie Guerrero                                              | Schienamento   | 03:22        |                                        |                                        |                                        |  |  |                                   |                                   |                                   |
|  |                                                             | Último Dragón                                               |                                                             |                | 03:22        |                                        |                                        |                                        |  |  |                                   |                                   |                                   |
|  |                                                             | Eddie Guerrero                                              | Schienamento                                                |                |              |                                        |                                        |                                        |  |  |                                   |                                   |                                   |

## Evento
Prima della messa in onda dell'evento, Último Dragón sconfisse Chris Kanyon a Sunday Night Heat dopo l'esecuzione della standing shiranui.

### Match preliminari
Il primo match dell'evento fu quello valevole per il vacante United States Championship tra Eddie Guerrero e Chris Benoit. Durante il corso del match, entrambi si portarono in vantaggio l'uno sull'altro utilizzando una grande quantità di manovre offensive. In seguito, Guerrero iniziò a controllare il match quando Rhyno interferì dopo che l'arbitro venne accidentalmente messo KO. Rhyno colpì Benoit con la Gore e Guerrero ne approfittò per eseguire la Frog Splash su Benoit per poi schienarlo e conquistare il titolo.
Il match successivo fu tra Billy Gunn (con Torrie Wilson) e Jamie Noble (con Nidia). Se Noble avesse vinto il match, avrebbe potuto passare una notte con Torrie (kayfabe). Durante l'incontro, Noble eseguì una DDT dalla terza corda del ring su Gunn per poi schienarlo, ma Nidia interferì per annullare lo schienamento dopo aver appoggiato un piede di Gunn sulla corda bassa del quadrato. Dato ciò, Noble confrontò rabbiosamente Nidia, mentre Torrie cercò di schiaffeggiarlo, ma Noble sorprese Torrie e la baciò. In seguito, sia Torrie che Nidia schiaffeggiarono Noble e quest'ultimo rientrò sul ring. Torrie fece inciampare Noble e Gunn provò ad approfittarne per eseguire la Gunnslinger, ma Noble contrattaccò spingendo Gunn contro Torrie. Noble schienò Gunn con un roll-up per vincere il match.
Il terzo incontro della serata fu l'APA Invitational Bar Room Brawl. Durante il match, Spanky venne gettato attraverso di un tavolo, Sean O'Haire utilizzò una stecca da biliardo per colpire i propri avversari e Brother Love lanciò Shannon Moore attraverso uno specchio. Nel finale, Bradshaw eliminò per ultimo Brother Love per vincere la contesa.
Il match che seguì fu quello valevole per il WWE Tag Team Championship tra la coppia campione del World's Greatest Tag Team (Charlie Haas e Shelton Benjamin) contro quella sfidante formata da Billy Kidman e Rey Mysterio. Durante il match, entrambi i team si portarono in vantaggio l'uno sull'altro eseguendo un vasto numero di manovre aeree. Nel finale, Haas e Benjamin colpirono Mysterio con una Powerbomb e un diving lariat combinati e Benjamin schienò Mysterio per mantenere i titoli di coppia.

### Match principali
Il quinto incontro fu il No Countout match tra Sable e Stephanie McMahon. Prima dell'inizio del match, Stephanie attaccò Sable sulla rampa dello stage. Durante il match, Sable si portò in vantaggio colpendo Stephanie con dei calci. In seguito, Stephanie e Sable lottarono all'esterno del ring, dove Stephanie tentò di colpire Sable con una sedia d'acciaio, ma l'arbitro la fermò. Nel finale, Stephanie svestì Sable e, mentre quest'ultima stava cercando di farsi aiutare dall'arbitro per riallacciare il ring attire, A-Train interferì attaccando Stephanie. L'arbitro diede la propria maglia a Sable per aiutarla a coprirsi e, non accorgendosi dell'interferenza di A-Train, contò poi lo schienamento decisivo dando, così, la vittoria a Sable.
Il match successivo fu tra The Undertaker e John Cena. Il match iniziò con The Undertaker che si portò in vantaggio nei confronti di Cena, ma quest'ultimo riuscì poi a controllare l'incontro dopo aver bevuto e sputato dell'acqua in faccia all'American Badass. In seguito, The Undertaker colpì Cena con la Chokeslam per poi tentare la Last Ride, ma Cena contrattaccò colpendo The Undertaker con una DDT. Successivamente, Cena lanciò The Undertaker contro un tenditore delle corde esposto per poi colpirlo ripetutamente alla zona addominale. The Undertaker provò poi a eseguire il Tombstone Piledriver su Cena, ma non riuscì ad effettuare la manovra a causa dei colpi subiti in precedenza da parte di Cena. Senza farsi vedere dall'arbitro, Cena colpì The Undertaker all'addome con una catena d'acciaio per poi colpirlo con la F-U, però l'American Badass si liberò dalla schienamento dopo un conto di due. Nel finale, Cena salì sulla terza corda del ring per attaccare The Undertaker all'angolo, ma quest'ultimo sorprese Cena atterrandolo con la Last Ride per poi schienarlo e vincere la contesa.
Il settimo match fu tra Mr. McMahon e Zach Gowen. McMahon controllò gran parte dell'incontro attaccando principalmente l'unica gamba di Gowen. In seguito, Gowen riuscì a contrattaccare colpendo McMahon con dei dropkick e dei moonsault. Più avanti, McMahon prese una sedia d'acciaio per tentare di colpire Gowen, ma quest'ultimo evitò il tutto colpendo McMahon con uno spinning heel kick che fece sbattere la sedia sul viso di McMahon, andandogli ad aprire una ferita sulla fronte. Gowen tentò poi di colpire McMahon con un corkscrew moonsault dalla terza corda del ring, ma il Chairman della WWE si spostò per evitare l'impatto. Gowen si schiantò sulla superficie del ring e McMahon lo schienò per vincere il match. Al termine del match, il pubblico riservò un'ovazione nei confronti di Gowen per l'incontro appena disputato.
Il main event fu il Triple Threat match per il WWE Championship tra il campione Brock Lesnar e gli sfidanti Kurt Angle e Big Show. Il match iniziò con un team up tra Angle e Lesnar contro Big Show che però prese rapidamente il sopravvento. In seguito, Big Show lanciò Angle all'esterno del ring per poi colpire Lesnar con la Chokeslam, ma il campione venne salvato dall'intervento di Angle. Big Show iniziò poi a controllare il match, finché Lesnar non lo colpì con uno shoulder block dalla terza corda per poi tentare la F-5. Big Show contrattaccò la manovra, ma Angle ritornò sul ring e sia lui che Lesnar colpirono Big Show con dei coperchi della pattumiera. Big Show rovesciò un tentativo di Double Suplex colpendo invece sia Lesnar che Angle con la manovra e tentò di eseguire su entrambi una doppia Chokeslam, ma Angle e Lesnar rovesciarono il tutto e colpirono, a loro volta, Big Show con una Chokeslam combinata. Successivamente, Big Show appoggiò Lesnar all'angolo per poi salire sulle corde e colpirlo, ma Angle distrasse Big Show consentendo, così, a Lesnar di atterrare Big Show con una Running Powerbomb per poi schienarlo. Angle ruppe lo schienamento e colpì violentemente Lesnar al volto con una sedia d'acciaio, aprendogli una ferita sulla fronte. In seguito, Angle e Big Show iniziarono a combattere all'esterno del ring e Angle schiantò Big Show attraverso il tavolo dei commentatori di lingua spagnola con una Angle Slam, mandandolo in frantumi. Dopo un batti e ribatti tra Angle e Lesnar, il campione gettò Angle fuori dal quadrato. Dopodiché, Big Show si riprese e rientrò nel ring colpendo sia Angle che Lesnar con una doppia Chokeslam. Big Show provò a schienare Lesnar che venne salvato dall'intervento di Angle per poi fermare a sua volta lo schienamento di Angle da parte di Big Show. Il gigante tentò di eseguire un'altra Chokeslam su Lesnar che rispose con un colpo basso. Angle intrappolò poi Lesnar nella Ankle Lock, però Big Show ruppe la presa di sottomissione di Angle. Nel finale, Angle eseguì un'altra Angle Slam su Big Show per poi eseguirne anche una su Lesnar per schienare quest’ultimo e conquistare il titolo.

## Risultati
| #    | Incontri                                                                        | Stipulazioni                                       | Durata |
| ---- | ------------------------------------------------------------------------------- | -------------------------------------------------- | ------ |
| Heat | Último Dragón ha sconfitto Chris Kanyon                                         | Single match                                       | 04:04  |
| 1    | Eddie Guerrero ha sconfitto Chris Benoit                                        | Single match per il WWE United States Championship | 22:14  |
| 2    | Jamie Noble (con Nidia) ha sconfitto Billy Gunn (con Torrie Wilson)             | Single match                                       | 05:00  |
| 3    | Bradshaw ha vinto eliminando per ultimo Brother Love                            | Invitational bar room brawl                        | 04:33  |
| 4    | Charlie Haas e Shelton Benjamin (c) hanno sconfitto Billy Kidman e Rey Mysterio | Tag team match per il WWE Tag Team Championship    | 14:53  |
| 5    | Sable ha sconfitto Stephanie McMahon                                            | No count-out match                                 | 06:25  |
| 6    | The Undertaker ha sconfitto John Cena                                           | Single match                                       | 16:01  |
| 7    | Vince McMahon ha sconfitto Zach Gowen                                           | Single match                                       | 14:02  |
| 8    | Kurt Angle ha sconfitto Big Show e Brock Lesnar (c)                             | Triple threat match per il WWE Championship        | 17:29  |